# Hofmeyriidae
Los hofmeiridos (Hofmeyriidae) son una familia extinta de terápsidos que vivieron en el Pérmico, integrada por tres géneros: Hofmeyria, Gorochovetzia e Ictidostoma.